# Iliouchine DB-3
L'Iliouchine DB-3 (pour Дальний бомбардировщик - Dalniy Bombardirovschik - "Bombardier longue portée") est un bombardier soviétique de la Seconde Guerre mondiale. Bimoteur monoplan à ailes longues, il effectue son premier vol en 1935. Il est le précurseur de l'Iliouchine Il-4. Il en est construit 1 528 appareils.

## Conception et développement
L'histoire du DB-3 commence par le BB-2, concurrent manqué de Sergueï Iliouchine au Tupolev SB. Iliouchine était en mesure de sauver le travail et le temps investi dans la conception du BB-2 grâce à une refonte en bombardier à longue portée, de nouveau concurrence avec une conception Tupolev, le DB-2 (en), pour répondre aux exigences rigoureuses pour un avion capable de transporter 1 000 kg de bombes sur un rayon de 3 000 km à une vitesse d'au moins 350 km/h. Il a redessiné le BB-2 pour tirer parti du moteur en étoile Gnome-Rhône Mistral Major 14K, dont les Soviétiques avaient acheté une licence en 1934 désigné M-85, et a commencé la construction du prototype du BB-2 2K-14 (TsKB-26) cette même année.
Le TsKB-26 était plus un appareil proof-of-concept pour valider les idées d'Iliouchine sur la façon de construire un appareil longue portée, qu'un réel prototype de bombardier. Pour accélérer le processus de construction il avait un fuselage en bois et dérive avec des ailes en métal et les surfaces de queue. Il a effectué son premier vol durant l'été 1935 et s'est avéré être stable, facilement pilotable et très maniable, il a effectué la première boucle faite par un avion bimoteur en Union soviétique. Il a ensuite établi six records du monde dans sa catégorie, charge utile, altitude et vitesse sur circuit fermé de 5 000 km.
Le véritable prototype du DB-3, appelé TsKB-30, a été achevé en mars 1936. Il comportait un certain nombre d'améliorations par rapport au TsKB-26, notamment une structure entièrement métallique, une extension du nez, une verrière coulissante en arrière avec pare-brise fixe et capots moteurs améliorés. Il a passé avec succès les essais d'acceptation de l’État et la mise en production commandée en août 1936 en tant que DB-3, bien que certaines sources font référence pour cette première série à DB-3S pour seriynyy (construction de série).
Le DB-3 n'était pas un avion simple ou facile à fabriquer car Iliouchine avait repoussé les limites de la technologie de construction disponible pour le rendre le plus léger possible. Par exemple, les Longeron dans chaque panneau d'aile avaient quatre parties qui devaient être rivetées ensemble et il y avait de nombreuses soudures chacune devant être inspectée avec une machine à rayons X, avec de nombreux échecs. En outre, les rivetage internes de tubes de petit diamètre était également un processus difficile et de longue haleine.
La soute à bombe était conçue pour emporter dix bombes FAB-100 de 100 kg, mais des bombes plus lourdes pourraient être placées dans des supports externes jusqu'à un total de 2 500 kg sur des missions de courte distance.
L'armement défensif pour les trois membres d'équipage se composait de trois mitrailleuses ShKAS de 7,62 mm. Une dans le bout du nez opérée par le bombardier-navigateur et les deux autres pour la protection arrière. Le mitrailleur arrière manœuvrant à la fois l'arme en tourelle dorsale SU et celle dans une trappe ventrale LU.
Les essais en vol du deuxième exemplaire d'avion de pré-production réalisés de mai à octobre 1937 ont révélé qu'il était légèrement inférieur au TsKB-30 en la performance, mais dépassait toujours largement les exigences. Il atteignait 300 km/h à 5 000 m, il emportait 500 kg de bombes sur 4 000 km et 1 000 kg sur 3 100 km. Par comparaison le Heinkel He 111B alors en production était de 10  à   20 km/h moins rapide et ne pouvait emporter que 750 kg de bombes sur 1 660 km et 1 500 kg sur 910 km de distance. Ces performances en font sans doute le meilleur bombardier bimoteur au monde déjà en service ou mis en service en 1937. 45 DB-3 ont été construits cette année-là à l'usine no 39 de Moscou et no 18 de Voronej et l'avion est entré en service dans le VVS.
En 1938 le moteur M-86 amélioré à 950 ch pour le décollage, a remplacé le M-85 en production. Les avions avec ce moteur sont généralement dénommés DB-3 2M-86, mais sont parfois désignés sous le nom de DB-3A, après les trois étapes du programme de mise à niveau prévu pour l'avion. D'autres modifications mineures ont été apportées au cours de l'année. L'usine no 126 de Komsomolsk-sur-l'Amour a également commencé à produire le DB-3S en 1938.
Au cours de 1938-1939 le moteur Toumanski M-87A a été introduit sur la ligne de production dans une transition graduelle tout comme les hélices Vish-3 à pas variable. Le M-87 avait la même puissance nominale au décollage que le M-86, mais produisait plus de puissance à haute altitude. Le M-87B encore plus puissant en altitude a été introduit en 1939-40. Ces avions ont été connus comme DB-3B dans le cadre de la deuxième phase du programme de mise à niveau. Les derniers lots de production en 1940 ont reçu le Toumanski M-88 qui produisait 1 100 ch au décollage. Ceux-ci ont augmenté la vitesse maximale à 429 km/h à 6 800 m.

## Nomenclature
Une grande confusion existe dans les sources, y compris dans les documents d'origine soviétique, sur les noms couramment utilisés pour le DB-3. Officiellement, le système de désignation soviétique utilisait une abréviation de deux lettres pour désigner le rôle de l'avion, puis un numéro pour le modèle suivi par le nombre de moteurs et le moteur utilisé. Donc SB 2M-100A est décodé comme bimoteur bombardier rapide, premier de la série, équipés de moteurs M-100A. Abréviations courtes étaient utilisés de manière informelle, mais l'utilisation d'entre eux ne sont pas cohérentes entre les sources. Par exemple, la fiche complète de la force de la VVS le 1er juin 1941 montre un mélange de DB-3A et DB-3, avec l'ancienne nomenclature. Mais cela ne correspond pas au compte de Gordon où la désignation DB-3A est utilisée pour l'une des versions les plus anciennes du DB-3. Et où sont les DB-3B?

## Histoire opérationnelle
Le 14 juin 1940, deux DB-3 abattent l'avion de transport de transport civil Kaleva en temps de paix au-dessus de la mer Baltique.
Dans la nuit du 8 août 1941 quinze bombardiers torpilleurs DB-3T de la Flotte de la Baltique ont largué les premières bombes soviétiques sur Berlin. Le 11 août les DB-3F de la VVS ont repris les bombardements.
En 1939, 30 DB-3 ont été fournis à l'armée de l'air de la République de Chine pendant la Seconde Guerre sino-japonaise et ils ont effectué de lourdes actions contre des cibles japonaises de la région de Wuhan à partir de leurs bases du Sichuan (principalement 8e groupe), avant d'être remplacés par des B-24 Liberator en 1943.

## Variantes
TsKB-26
Prototype proof-of-concept
TsKB-30
Premier prototype réel. Plus tard, modifié, comme le retrait de l'armement, pour les tentatives de record à longue distance sous le nom "Moskva". Il a volé de Moscou à Spassk-Dalni (7 580 km) en 24 h 36 min (une vitesse moyenne de 307 km/h) principalement à 7 000 m sous le contrôle de Vladimir Kokkinaki et AM Berdyanskij, puis de Moscou à Miscou (Nouveau-Brunswick, Canada) en 22 h 56 min. couvrant 8 000 km à 348 km/h de moyenne.
DB-3 2M-85
Modèle de production initiale
DB-3 2M-86 (DB-3A)
Moteurs améliorés M-86, autres changements mineurs
DB-3 2M-87A (DB-3B)
Moteurs mis à niveau : Tumansky M-87 A
DB-3T
Bombardier-torpilleur construit en 1938, moteurs soit M-86 ou M-87, armé de torpilles 45-36-AN ou 45-36-AV.
DB-3TP
Hydravion bombardier-torpilleur construit en 1938. Pas de production.
DB-3M
Première mise à jour majeure propulsé par deux moteurs M-87B ou M-88.
DB-3F
Remplace le DB-3 en 1940-1944, voir l'Il-4.
TsKB-56 (en)
Version plus grande de 1940 avec une configuration modifiée (aile supérieure, double-queue) et propulsé par deux moteurs AM-37. Annulé, après deux prototypes construits, en faveur de l'Er-2.
DB-4 (en)
désignation de production du TsKB-56, qui n'a pas dépassé le stade de deux prototypes.
IL-4
Le DB-3F a été redésigné IL-4 en 1942
IL-6 (ru)
La version bombardier à longue portée propulsé par soit par 2 moteurs diesel Charomskiy Ach-30 (en) ou deux moteurs étoile M-90.

## Opérateurs

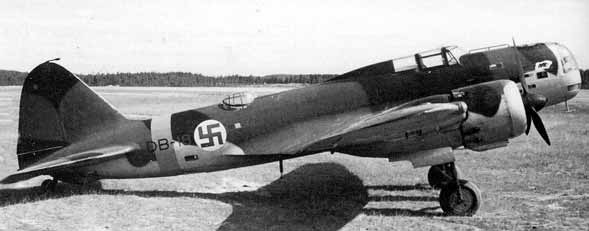
DB-3M finlandais

République de Chine
- Chinese Nationalist Air Force (en)

 Finlande
- Armée de l'air finlandaise
  - Lentolaivue 46 (en)
  - Lentolaivue 48 (en)

 Allemagne
- Luftwaffe

 Union soviétique
- Forces aériennes soviétiques
- Soviet Naval Aviation (en)